# Александровка (Новосильский район)
Алекса́ндровка — деревня в составе Прудовского сельского поселения Новосильского района Орловской области России.

## Описание
Деревня расположена на относительно равнинной местности в 16 км (по автодороге) от районного центра Новосиля. Название получено от личного имени Александр или фамилии Александров. Упоминается в Списках Кёппена (Города и селения Российской империи) за 1857 год. В 1859 году в деревне насчитывалось 49 крестьянских дворов, в 1915 году — 94 двора, в 1926 году — 109. Относилась к приходу церкви Казанской Божией Матери села Суры, имелась церковно-приходская школа.

## Население
| Годы      | 1857 | 1859 | 1915 | 1926 | 2000 | 2010 |
| --------- | ---- | ---- | ---- | ---- | ---- | ---- |
| Население | 530  | 573  | 662  | 650  | 52   | ↘13  |